# Ashanti (chanteuse)
Pour les articles homonymes, voir Ashanti.
Ashanti, de son nom complet Ashanti Shequoiya « Shani Bani » Douglas (née le 13 octobre 1980 à Glen Cove), est une chanteuse américaine de RnB et actrice.

## Biographie

### Débuts (2002–2003)
La carrière de Ashanti S. Douglas débute en 1994, au cours d'un concours de jeunes talents. Elle rencontre le producteur Irv Gotti qui appartient au label Murder Inc. Records. Ashanti enregistre un duo avec le rappeur Big Punisher. Elle participe également à la bande originale de Fast and Furious en 2001. À l'occasion des duos avec Ja Rule Always on Time et avec Fat Joe What's Luv qui auront un véritable succès. Ashanti conquiert ainsi la place RnB, et sort son premier opus éponyme, Ashanti, en 2002, d'où sont extraits les tubes Foolish, Happy et Baby. L'album sera vendu à 5 millions d'exemplaires. Ashanti devient aussi la seule chanteuse de l'histoire à avoir inscrit trois chansons en même temps dans le top dix américain (Always on Time, What's Luv et Foolish).
En 2002, elle apparaît dans le clip Ain't It Funny (Murder Remix) de Jennifer Lopez en featuring avec Ja Rule et Caddillac Tah. En 2003, elle enregistre un duo avec le rappeur Ja Rule, Mesmerize. Elle sort son deuxième album Chapter II qui s'inscrit dans la continuité de son premier album. Le premier single Rock with You se classe numéro un, suivi de Rain on Me, qui se classe 7e. L'album se vend à 3 millions d'exemplaires. Fin 2003, Ashanti sort un album de Noël.
En 2004, elle enregistre un duo avec la nouvelle recrue du label Murder inc., Lloyd, Southside puis pose sur le morceau de Shyne intitulé Jimmy Choo. Elle enregistre aussi une reprise de Cherish avec les Kool and the Gang. Dans un même temps, elle est l'une des interprètes principales du concert caritatif Divas Live 2004, aux côtés de Cyndi Lauper, Gladys Knight, Jessica Simpson, Joss Stone et Patti LaBelle, en support à la Save the Music Fondation.

### Concrete RoseetThe Declaration(2004–2011)

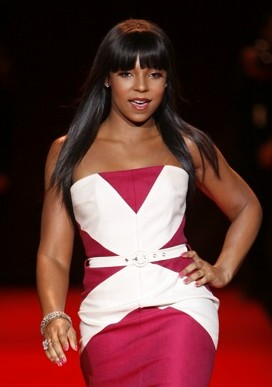
Ashanti en 2008.

Fin 2004 sort son troisième album Concrete Rose. Le premier single Only U produit par 7 Aurelius (producteur de Tamia et LL Cool J entre autres) fait l'effet d'une bombe[style à revoir], contrairement au deuxième single Don't Let Them qui passe inaperçu. Ashanti commence aussi une carrière de cinéma avec une apparition dans Coup de foudre à Bollywood et dans un petit rôle dans Coach Carter. En 2005, elle tourne deux films John Tucker doit mourir avec Jesse Metcalfe et Le Magicien d'Oz des Muppets une reprise du Magicien d'Oz avec les Muppets.
En décembre 2005, elle rompt son contrat avec Def Jam juste après avoir sorti son quatrième album Collectables by Ashanti, qui comprend des remixes de ces précédentes chansons et le single Still on It où posent les rappeurs Method Man et Paul Wall. En 2006, Ashanti enregistre son cinquième album The Declaration où travailleront entre autres Nelly, Sean Paul, Snoop Dogg, Dr. Dre et P. Diddy. Quatre singles, Hey Baby, The Way that I Love You, Good Good, Body One Me (Nelly feat. Akon) seront tirés de cet album) Cependant ces 4 singles n'auront pas le succès attendu.et du clip controversé de The Way that I Love You. Au vu de ce semi-échec commercial, Ashanti rompt son contrat à l'amiable avec Murder Inc. pour cause des ventes décevantes et de divergences interne.
En 2007, elle est à l'affiche du film Resident Evil: Extinction, troisième volet de la saga Resident Evil, dans le rôle de Nurse Betty.
Le 3 juin 2008, elle sort l'album The Declaration. En 2010, elle participe à l'émission de télé réalité Les Maçons du cœur.

### Braveheartet autres activités (2012–2014)
En 2012, Ashanti annonce la sortie de son 5e album studio intitulé Braveheart. Ashanti continue désormais sa carrière de manière indépendante sous son propre label, Written Entertainment. Le premier single de ce nouvel album s'intitule The Woman You Love en duo avec le rappeur américain Busta Rhymes. Il n'aura pas le succès attendu pour son retour qui finalement ne fera pas partie de la liste des titres de l'album. Le deuxième single, Never Should Have, sort en avril 2013, et remporte par la suite le prix de la « meilleur pergformance soul/RnB indépendante » aux Soul Train Awards. En janvier 2014 sort le 3e single de l'album, I Got it, en duo avec le rappeur Rick Ross. Enfin le 4 mars 2014 sort Braveheart. Malgré des débuts difficiles d'exploitation des singles The Woman You Love et Never Should Have, et le fait de repousser maintes fois la sortie de son album c'est avec I Got i qu'elle retrouve le chemin du succès et des charts, du coup boostant les ventes de son album Braveheart, qui sera bien classé en Amérique et au Royaume-Uni[réf. souhaitée].
Braveheart, à sa sortie, se classe no 1 au top des albums indépendants aux États-Unis. I Got it lui permet de reconquérir ses fans français. 30 000 copies de l'album sont écoulés lors de la première semaine d'exploitation ce qui est plutôt un bon démarrage après 7 ans d'absence et avec sa nouvelle étiquette d'artiste indépendante, comparé à certaines artistes comme Jennifer Lopez, Tinashe, et Keyshia Cole qui toujours sous contrat avec une major réalise à peine 16 000 ventes lors des premières semaines d'exploitation. De ce fait, une édition deluxe sortira très peu de temps comprenant un titre inédit RIP en duo avec R. Kelly. Ashanti commence sa tournée pour la promotion de Braveheart à travers les États-Unis. En juillet 2014, elle participe au projet Songs for a Healthier America.
Elle est choisie pour promouvoir cet album avec le premier single Just Believe en featuring avec Artie Green, Gerry Gunn, Robbie Nova and Chauncey Hawkins. Le 12 octobre 2014, Ashanti annonce sur son compte Instagram la sortie d'un 3e single Early in the Morning en featuring avec French Montana le 14 octobre et par la même occasion l'arrivée du clip. Ashanti sort un album de noël, A Wonderful Christmas with Ashanti en octobre 2014. Le même mois, elle est à l'affiche du téléfilm Mutant World de Syfy.

### Collaborations (depuis 2015)
En janvier 2021, Ashanti sort son single 2:35 (I Want You). Le 10 mars 2022, le single Rock wit U (Awww Baby) d'Ashanti est largement samplé pour le single Baby du rappeur britannique Aitch. En octobre 2022, Ashanti participe au remix de Gotta Move On de Diddy, qui met également en vedette Bryson Tiller et Yung Miami. En février 2024, elle participe au single This Lil' Game We Play de Jermaine Dupri aux côtés de Nelly et Juicy J,.

## Influences
En tant que jeune fille, Ashanti est influencée par Ella Fitzgerald, Whitney Houston, Michael Jackson, Prince et Tupac Shakur, et cite comme d’autres influences musicales Mary J. Blige, Janet Jackson, Mariah Carey, Madonna, Smokey Robinson, Donna Summer,.

## Discographie

### Albums studio
- 2002 : Ashanti (Murder Inc. Records)
- 2003 : Chapter II (Murder Inc. Records)
- 2004 : Concrete Rose (The Inc. Records (UMG))
- 2008 : The Declaration
- 2014 : Braveheart (Written Entertainment (EOne Music))

### Singles
| Année | Titre                                              | U.S. | U.S. R&B | UK | IRE | AUS | NZ | SWI | FRA | CAN | GER | JPN | Monde | Album                   |
| ----- | -------------------------------------------------- | ---- | -------- | -- | --- | --- | -- | --- | --- | --- | --- | --- | ----- | ----------------------- |
| 2002  | Foolish                                            | 1    | 1        | 4  | 14  | 6   | 8  | 15  | 62  | 9   | 6   | 2   | 5     | Ashanti                 |
| 2002  | Happy                                              | 8    | 6        | 13 | 22  | 29  | 19 | 24  | 40  | —   | 41  | 100 | 11    | Ashanti                 |
| 2002  | Baby                                               | 15   | 7        | —  | —   | —   | —  | —   | —   | —   | 89  | —   | —     | Ashanti                 |
| 2003  | Rock wit U (Awww Baby)                             | 2    | 4        | 7  | 21  | 19  | 24 | 33  | —   | 4   | 41  | 2   | 8     | Chapter II              |
| 2003  | Rain on Me                                         | 7    | 2        | 19 | —   | —   | —  | 85  | —   | 29  | 70  | 44  | 38    | Chapter II              |
| 2003  | Breakup 2 Makeup (Remix)                           | —    | 76       | —  | —   | —   | —  | —   | —   | —   | —   | —   | —     | Chapter II              |
| 2004  | Wonderful (Ja Rule feat. R. Kelly & Ashanti)       | 5    | 2        | 1  | 12  | 6   | 6  | 12  | —   | —   | 20  | 69  | 19    | Concrete Rose           |
| 2004  | Only U                                             | 13   | 10       | 2  | 4   | 24  | 14 | 12  | 33  | —   | 12  | 6   | 17    | Concrete Rose           |
| 2005  | Don't Let Them                                     | —    | —        | 38 | —   | —   | —  | —   | —   | —   | —   | —   | —     | Concrete Rose           |
| 2005  | Still on It (Ashanti feat. Paul Wall & Method Man) | 115  | 55       | 98 | —   | —   | —  | —   | —   | —   | —   | —   | —     | Collectables by Ashanti |
| 2007  | Hey Baby (After the Club)                          | —    | 87       | —  | —   | —   | —  | —   | —   | —   | —   | —   | —     | The Declaration         |
| 2008  | The Way That I Love You                            | 37   | 2        | —  | —   | —   | —  | —   | —   | —   | —   | 96  | —     | The Declaration         |
| 2008  | Good Good                                          | 122  | 57       | —  | —   | —   | —  | —   | —   | —   | —   | —   | —     | The Declaration         |
| 2008  | Body on Me (Nelly feat. Akon & Ashanti)            | 75   | 69       | 17 | 20  | —   | —  | —   | —   | 57  | —   | 92  | —     | The Declaration         |
| 2011  | The Woman You Love (feat. Busta Rhymes)            | —    | —        | —  | —   | —   | —  | —   | —   | —   | —   | —   | —     | single                  |
| 2013  | Never Should Have                                  | —    | —        | —  | —   | —   | —  | —   | —   | —   | —   | —   | —     | Braveheart              |
| 2013  | I Got It (feat. Rick Ross)                         | —    | —        | —  | —   | —   | —  | —   | —   | —   | —   | —   | —     | Braveheart              |
| 2014  | Early in The Morning (feat. French Montana)        | —    | —        | —  | —   | —   | —  | —   | —   | —   | —   | —   | —     | Braveheart              |

### Collaborations
- 2001 : Always on Time (Ja Rule featuring Ashanti)
- 2001 : What's Luv'? (Fat Joe featuring Ashanti & Ja Rule)
- 2003 : Mesmerize (Ja Rule featuring Ashanti)
- 2004 : Southside (Lloyd featuring Ashanti)
- 2008 : Body on Me (Nelly & Akon featuring Ashanti)
- 2014 : Just Believe (Ashanti featuring Artie Green, Gerry Gunn, Robbie Nova et Chauncey Hawkins) pour le projet For a Healthier America)

## Filmographie

### Cinéma
- 1992 : Malcolm X : une étudiante dans une classe d'Harlem (non créditée au générique)
- 2004 : Coup de foudre à Bollywood : Elle-même
- 2005 : Coach Carter : Kyra
- 2005 : Le Magicien d'Oz des Muppets (DVD) : Dorothy Gale
- 2006 : John Tucker doit mourir : Heather
- 2007 : Resident Evil: Extinction : Betty
- 2016 : Mothers and Daughters : Kelly
- 2016 : Stuck : Eve

### Télévision
- 2002 : Mes plus belles années (American Dreams) (série télévisée) : Dionne Warwick
- 2002 : Sabrina, l'apprentie sorcière (Sabrina, the Teenage Witch) (série télévisée) : elle-même
- 2003 : Buffy contre les vampires (Buffy the Vampire Slayer) (série télévisée) : Lissa
- 2004 : Las Vegas (série télévisée) : elle-même
- 2013 : American Wives (série télévisée) : Natasha Montclair
- 2013 : New York, unité spéciale : elle-même (saison 15, épisode 7)
- 2013 : Le Père Noël est licencié ! (téléfilm) de Marita Grabiak : Teanna[18]
- 2015 : Unforgettable (série télévisée) : Stella
- 2019 : Dynastie (Dynasty) (série télévisée) : elle-même
- 2019 : '[Une voix d'or pour Noël de Camille Brown : Cléo